# Betteke van Ruler
Betteke van Ruler (Hilversum, 16 september 1948) is emeritus hoogleraar in de communicatiewetenschappen aan de Universiteit van Amsterdam.

## Biografie
Van Ruler begon op 37-jarige leeftijd aan haar studie communicatiewetenschap in Nijmegen. Tijdens haar studie kreeg ze een baan bij de heao in Utrecht als docent public relations en voorlichting. Ze sloot de studie cum laude af en stapte in 1990 over naar de School voor de Journalistiek in Utrecht, als coördinator van een nieuwe opleiding Voorlichting. In dat jaar begon ze ook aan een proefschrift over communicatiemanagement in Nederland. Vanaf 1988 deed ze onderzoek naar de beroepspraktijk van de communicatiespecialist. Hierover publiceerde ze veel en hield ze lezingen. In februari 1996 promoveerde ze bij James Stappers en stapte ze over naar de communicatiewetenschappen bij de Vrije Universiteit in Amsterdam.
In 2003 kreeg Van Ruler een bijzondere leerstoel professionalisering communicatiemanagement aan de Universiteit Twente. Kort daarop (2004) werd ze voltijds hoogleraar corporate communicatie en communicatiemanagement aan de Universiteit van Amsterdam. Ze aanvaardde dit ambt met de rede Organisaties, media en openbaarheid: ménage à trois. In 2010 ging ze met emeritaat.
Na haar emeritaat heeft ze zich nog sterker toegelegd op de professionalisering van het communicatievak. Voor haar wetenschappelijke werk en het slaan van een brug tussen theorie en praktijk werd ze in 2013 benoemd tot Officier in de Orde van Oranje-Nassau.
Tijdens de 2018 conferentie van de internationale vereniging van communicatiewetenschappers, ICA, in Praag is Betteke van Ruler benoemd tot ICA Fellow. 
Betteke van Ruler is dochter van de theoloog Arnold van Ruler.

## Publicaties
Boeken verschenen sinds 2012:
- Met het oog op communicatie, reflecties op het communicatievak (2012);
- Communicatie NU, grootboek van het communicatievak 1 (2012) & 2 (2015);
- Reflectieve Communicatie Scrum, zó ben je accountable (2013);
- Strategisch Communicatie Frame (2014);
- Communicatie is een vak (2016);
- Commtalks (2016)
- Communicatie in positie in 3 stappen (2018)
- The Communication Strategy Handbook | Toolkit for creating a winning strategy (2019)
- Handboek communicatiestrategie | Agile methode voor strategieontwikkeling (2021)
- Strategisch Communicatie Frame II | Dé standaard voor zinvolle actie (2023)